# Marwałd
Marwałd (deutsch Marwalde) ist ein Dorf in der polnischen Woiwodschaft Ermland-Masuren. Es gehört zur Gmina Dąbrówno (Landgemeinde Gilgenburg) im Powiat Ostródzki (Kreis Osterode in Ostpreußen).

## Geographische Lage
Marwałd liegt im Südwesten der Woiwodschaft Ermland-Masuren, 23 Kilometer südlich der Kreisstadt Ostróda (deutsch Osterode in Ostpreußen).

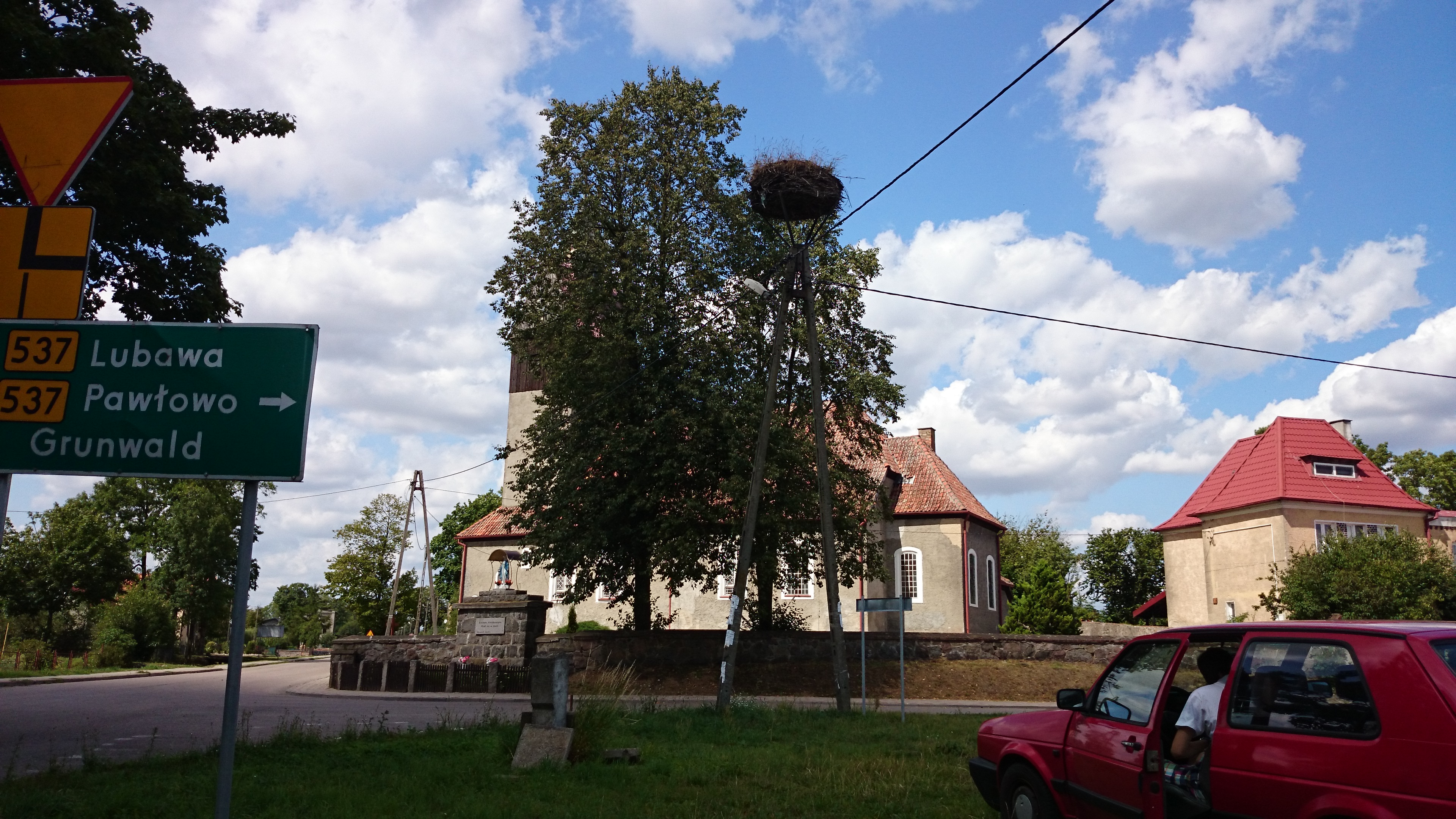
Ortszentrum von Marwałd mit Storchennest

## Geschichte

### Ortsgeschichte
Im Jahre 1403 wurde Marwalde erstmals urkundlich erwähnt. Vor 1437 Margenwelt, nach 1437 Marienwalde und nach 1526 Marwalde genannt, wurde der Ort am 7. Mai 1874 Amtsdorf und namensgebend für einen Amtsbezirk im Kreis Osterode in Ostpreußen im Regierungsbezirk Königsberg (1905 bis 1945: Regierungsbezirk Allenstein) in der preußischen Provinz Ostpreußen.
Zur Gemeinde Marwalde gehörte die Ortschaft Radomken (1938 bis 1945 Kurzbachmühle, polnisch Radomki, nicht mehr existent) und zählte im Jahre 1910 insgesamt 556 Einwohner.
Am 30. September 1928 vergrößerte sich Marwalde um den Nachbargutsbezirk Vierzighufen (polnisch Wierzbica), der eingemeindet wurde. Die Gesamteinwohnerzahl belief sich 1933 auf 690 und 1939 auf 668.
In Kriegsfolge wurde Marwalde 1945 mit dem gesamten südlichen Ostpreußen an Polen überstellt. Das Dorf erhielt die polnische Namensform „Marwałd“ und ist heute eine Ortschaft innerhalb der Gmina Dąbrówno (Landgemeinde Gilgenburg) im Powiat Ostródzki (Kreis Osterode in Ostpreußen), bis 1998 der Woiwodschaft Olsztyn, seither der Woiwodschaft Ermland-Masuren zugehörig. Im Jahre 2011 zählte Marwałd 452 Einwohner.

### Amtsbezirk Marwalde (1874–1945)
In den Amtsbezirk Marwalde waren folgende Orte eingegliedert:
| Deutscher Name                   | Polnischer Name | Anmerkungen                                      |
| -------------------------------- | --------------- | ------------------------------------------------ |
| Georgenthal                      | Wólka Klonowska |                                                  |
| Güntlau 1928–1945 Klonau         | Giętlewo        |                                                  |
| Klonau                           | Klonowo         | 1928 nach Güntlau eingegliedert                  |
| Marwalde                         | Marwałd         |                                                  |
| Radomken 1938–1945 Kurzbachmühle | Radomki         | nach Marwalde eingemeindet                       |
| Taulensee (Dorf)                 | Tułodziad       |                                                  |
| Taulensee (Gut)                  |                 | 1928 in die Landgemeinde Taulensee eingegliedert |
| Vierzighufen                     | Wierzbica       | 1928 nach Marwalde eingemeindet                  |
| ab 1938: Johannisberg            | Janowo          | bis 1938 zum Amtsbezirk Marienfelde zugehörig    |

### Gut Marwalde
Das Gut Marwalde gehörte zu den Gilgenburger Gütern der Familie Finck von Finckenstein. Im 19. Jahrhundert geriet es in den Konkurs. 1831 ersteigerte Leutnant Georg Negenborn diese Güter.

## Kirche

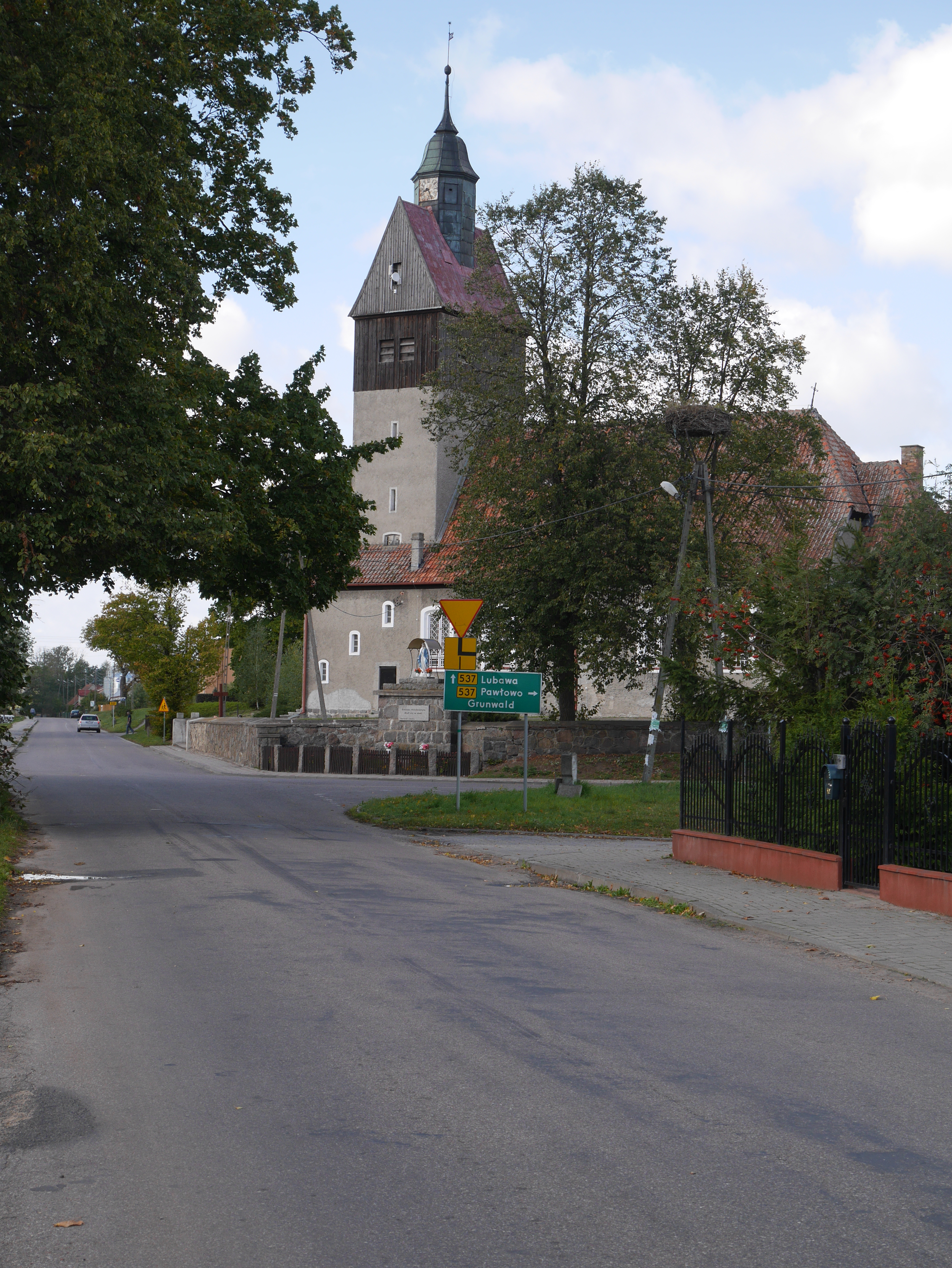
Die Kirche im Ortszentrum von Marwałd

### Kirchengebäude
Die Kirche in Marwałd stammt in ihren Grundmauern aus dem 15. Jahrhundert und wurde  1694 als rechteckiger verputzter Feldsteinbau erneuert. 1766 durch einen Blitzschlag stark beschädigt und wieder hergerichtet, erhielt der Bau 1876 einen westlichen Anbau. 1905 wurde der Turm errichtet. Bis 1945 war die Kirche Gotteshaus des evangelischen Kirchspiels Marwalde, heute ist sie römisch-katholische Pfarrkirche und der Himmelfahrt Mariens gewidmet.

### Kirchengemeinde
Die Kirche in Marwalde bestand bereits in vorreformatorischer Zeit und wurde nach Einführung der Reformation in Ostpreußen 1525 evangelisch.

#### Evangelisch
Die Kirche Marwalde gehörte zunächst zur Inspektion Saalfeld (polnisch Zalewo), dann bis 1945 zur Inspektion Neidenburg (Nidzica), zuletzt zum Kirchenkreis Osterode in Ostpreußen (Ostróda) in der Kirchenprovinz Ostpreußen der Kirche der Altpreußischen Union. Zu Beginn des 20. Jahrhunderts schlossen sich die Kirchen in Marwalde, Döhlau (Dylewo) und Marienfelde (Glaznoty) zu „Vereinigten Kirchengemeinden“ zusammen, wobei Marwalde Pfarrsitz blieb und 1913 in Marienfelde eine zusätzliche Pfarrstelle eingerichtet wurde. 1925 gehörten zum Kirchspiel Marwalde 3.150 Gemeindeglieder. Nach 1945 erstarb das evangelische Gemeindeleben in Marwałd in den Nachkriegswirren. Die heute hier lebenden evangelischen Kirchenglieder orientieren sich nach Gardyny ((Groß) Gardienen) innerhalb der Pfarrei Nidzica (Neidenburg) in der Diözese Masuren der Evangelisch-Augsburgischen Kirche in Polen.

#### Römisch-katholisch
Vor 1945 gehörten die römisch-katholischen Einwohner im Gebiet von Marwalde zur Pfarrgemeinde in Pronikau (polnisch Prątnica). Heute besteht in Marwałd eine eigene Pfarrei mit der früher evangelischen Kirche und einer Filialkirche in Elgnowo (Elgenau). Die Pfarrei ist eingebettet in das Dekanat Grunwald im Erzbistum Ermland.

## Verkehr

### Straße
Marwałd liegt an der verkehrsreichen Woiwodschaftsstraße 537, die die Stadt Lubawa (Löbau in Westpreußen) mit Stębark (Tannenberg) und Pawłowo (Paulsgut) an der Schnellstraße 7 (Europastraße 77) verbindet. Von Dąbrówno (Gilgenburg) führt eine Nebenstraße direkt in den Ort.

### Schiene
Marwałd verfügt über keinen Bahnanschluss mehr. Von 1910 bis 1945 war Marwalde eine Bahnstation an der Bahnstrecke Osterode–Soldau, die in Kriegsfolge geschlossen und deren Anlagen demontiert worden sind. Das Bahnhofsgebäude stand 1.200 Meter südöstlich des Dorfes bereits auf dem Boden von Vierzighufen (polnisch Wierzbica).

## Persönlichkeiten
Mit dem Ort verbunden

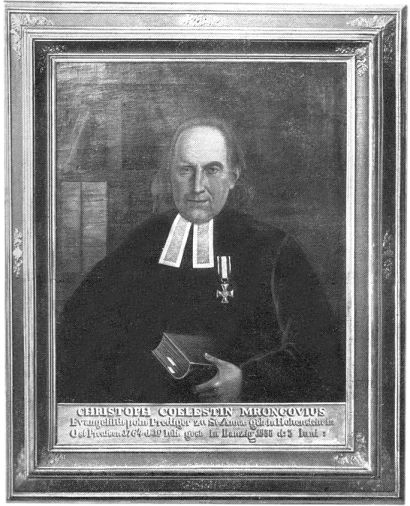
Pfarrer Christoph C. Mrongovius

- Christoph Cölestin Mrongovius (1764–1855), deutscher evangelischer Pfarrer, Schriftsteller, Philosoph und Sprachwissenschaftler, Namensgeber für die polnische Bezeichnung der Stadt Sensburg als „Mrągowo“, verlebte in Marwalde, wo sein Vater Bartholomäus Mrongovius als Pfarrer wirkte, seine Kindheit.[11] In Danzig und in seinem Geburtsort Olsztynek (Hohenstein) hat man ihm jeweils ein Denkmal gewidmet.